# Bill Murray
Pour les articles homonymes, voir William Murray (homonymie) et Murray.
Bill Murray [bɪl ˈmʌɹi] est un acteur, humoriste et réalisateur américain, né le 21 septembre 1950 à Evanston (Illinois).
Il est révélé au public américain par ses prestations comiques dans l'émission télévisée Saturday Night Live et joue ensuite dans plusieurs comédies à succès, dont les films SOS Fantômes (1984, 1989), dans lesquels il interprète le Dr Peter Venkman et Un jour sans fin (1993). Il aborde par la suite d'autres registres, et son rôle dans Lost in Translation (2003) de Sofia Coppola lui vaut plusieurs récompenses et une nomination à l'Oscar du meilleur acteur. Par la suite, il continue dans le registre dramatique, en apparaissant notamment dans Broken Flowers (2005), St. Vincent et Olive Kitteridge (2014). Il apparaît dans tous les films de Wes Anderson de Rushmore (1998) à The French Dispatch (2021) et a collaboré avec Jim Jarmusch dans quatre de ses films.
Il prête également sa voix à des personnages de films d’animation, comme Garfield dans le film Garfield (2004), Clive Badger dans Fantastic Mr. Fox (2009), Baloo dans Le Livre de la jungle (remake de 2016 du film Disney de 1967 Le Livre de la jungle), Boss dans L'Île aux chiens (2018).
Il reçoit en 2017 le prix Mark-Twain de l'humour américain.

## Biographie

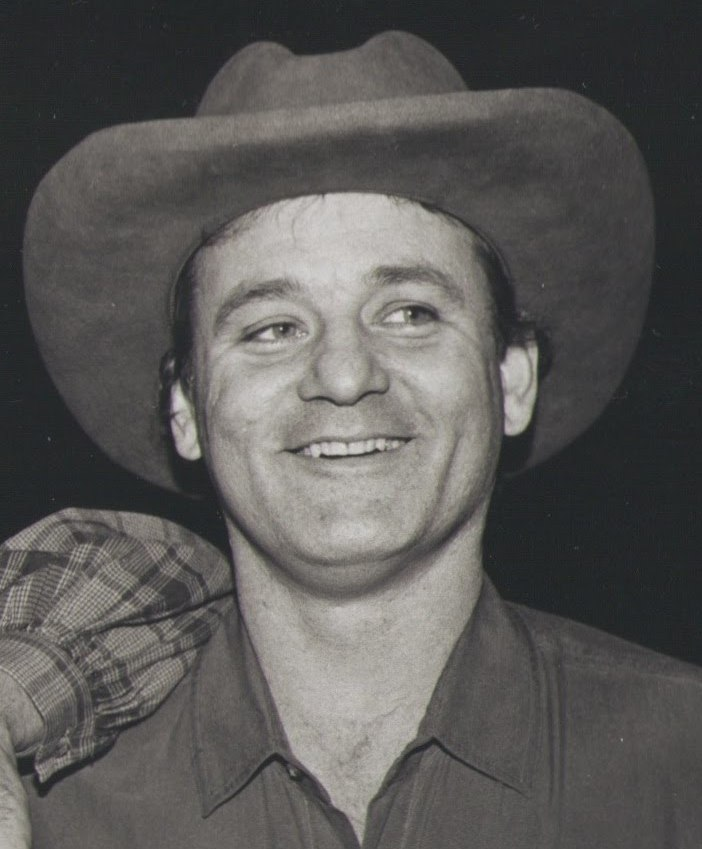
Bill Murray en 1989.

### Enfance
Bill Murray naît le 21 septembre 1950 sous le nom d’état civil de William James Murray à l’hôpital d’Evanston, en banlieue de Chicago : il est le cinquième d'une famille de neuf enfants d'origine irlandaise qui vit à Wilmette, également en banlieue de Chicago. Il fait ses études secondaires à la Loyola Academy, un lycée privé jésuite et travaille comme caddy pour payer ses études. Il fait aussi du théâtre et est chanteur d'un groupe de rock appelé les Dutch Masters. Son père meurt en 1967 de complications dues à un diabète. Il s'inscrit à l'université de Regis à Denver pour étudier la médecine, mais abandonne après quelques démêlés avec la justice. En 1971, son frère Brian l'invite alors à intégrer la troupe du Second City, un cabaret de comédie improvisée situé à Chicago.

### Carrière
Il part pour New York en 1974 et rejoint la National Lampoon Radio Hour, une émission radiophonique comique, avec plusieurs autres humoristes tels que Chevy Chase, Gilda Radner, et John Belushi. Cependant, alors que ses trois acolytes font partie des membres fondateurs du Saturday Night Live originel (1975), il décide de rejoindre pour sa part le Saturday Night Live with Howard Cosell, qui débute la même année. Cette émission est un échec et est annulée en janvier 1976, mais il a en 1977 l'occasion de rejoindre le Saturday Night Live à la suite du départ de Chevy Chase. Il se révèle au grand public avec cette émission, à laquelle il collabore jusqu'en 1980, et a une relation amoureuse avec Gilda Radner durant cette période.
Murray obtient son premier rôle important au cinéma dans Arrête de ramer, t'es sur le sable (1979) avant d'incarner le célèbre écrivain Hunter S. Thompson dans Where the Buffalo Roam (1980). Au début des années 1980, il tient des rôles importants dans des comédies à succès comme Le Golf en folie, Les Bleus et Tootsie. C'est avec SOS Fantômes (1984) qu'il se fait vraiment un nom au cinéma. Le film est le plus grand succès au box-office de l'année et ce rôle lui permet de financer Le Fil du rasoir, un film dont il a écrit le scénario et dans lequel il tient son premier rôle dramatique. Ce film est un échec commercial et Murray prend ses distances avec le cinéma pendant quelques années pendant lesquelles il étudie la philosophie et l'histoire à la Sorbonne et fréquente la Cinémathèque française.
Il revient au cinéma en 1988 avec Fantômes en fête et enchaîne l'année suivante avec SOS Fantômes 2. En 1990, il fait son unique incursion dans le domaine de la réalisation en coréalisant Quick Change avec Howard Franklin. Il joue ensuite le premier rôle dans deux comédies qui remportent un grand succès : Quoi de neuf Bob ? (1991) et surtout Un jour sans fin (1993), où il incarne un présentateur météo prétentieux tombant sous le charme de sa collègue (interprétée par Andie MacDowell), alors qu'une boucle temporelle le condamne à revivre sans fin la même journée, celle du 2 février, date de la fête de la marmotte à Punxsutawney. Les films dans lesquels il apparaît par la suite ont moins de succès auprès du public mais certains sont acclamés par la critique, notamment Ed Wood (1994), où il tient un second rôle, et Rushmore (1998), pour lequel il remporte plusieurs récompenses.
Il passe dans ses rôles suivants à un registre plus grave, même s'il continue à jouer des rôles comiques dans Charlie et ses drôles de dames (2000) et Osmosis Jones (2001), et remporte un immense succès avec Lost in Translation (2003) de Sofia Coppola. Son interprétation d'un acteur sur le retour à la vie de couple compliquée qui fait la rencontre d'une jeune femme un peu déboussolée (interprétée par Scarlett Johansson) lors d'un voyage à Tokyo lui permet de remporter notamment le Golden Globe du meilleur acteur dans un film musical ou une comédie et le British Academy Film Award du meilleur acteur et d'être nommé à l'Oscar du meilleur acteur (remporté par Sean Penn). En 2004, il collabore pour la troisième fois avec le réalisateur Wes Anderson dans La Vie aquatique puis joue un autre rôle sérieux, celui d'un père en quête de son fils, dans Broken Flowers de Jim Jarmusch, qui remporte le Grand prix du Festival de Cannes en 2005.

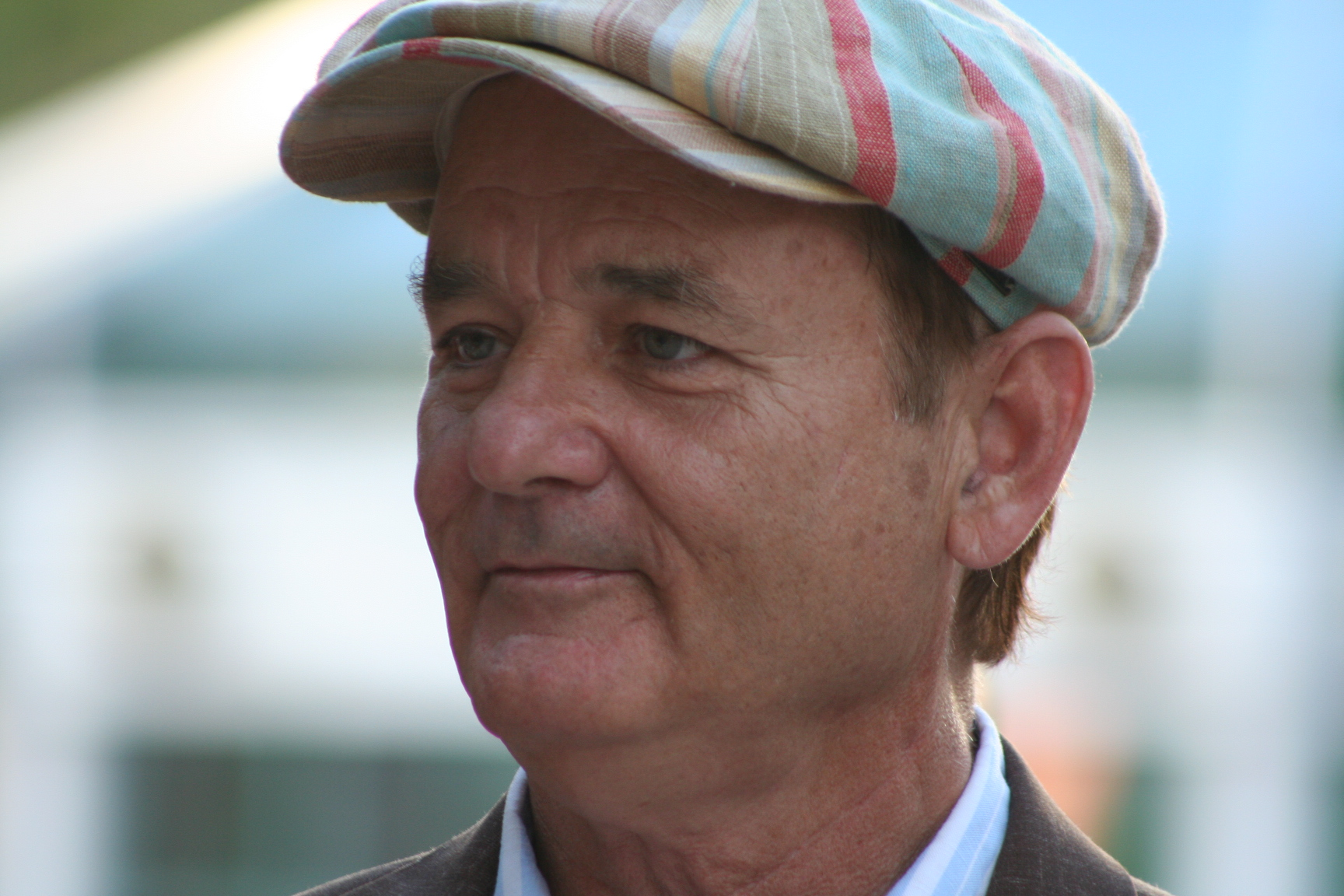
Bill Murray en 2009.

Murray annonce en 2005 qu'il met sa carrière d'acteur entre parenthèses et, à l'exception de son rôle dans La Cité de l'ombre (2008), il n'apparaît plus que pour des caméos, dont celui très remarqué dans Bienvenue à Zombieland (2009) où il joue son propre rôle, jusqu'à la fin des années 2000. En 2010, il opère son retour avec Le Grand Jour. Depuis lors, il apparaît notamment dans Moonrise Kingdom (2012), Week-end royal (2012) et Monuments Men (2014).

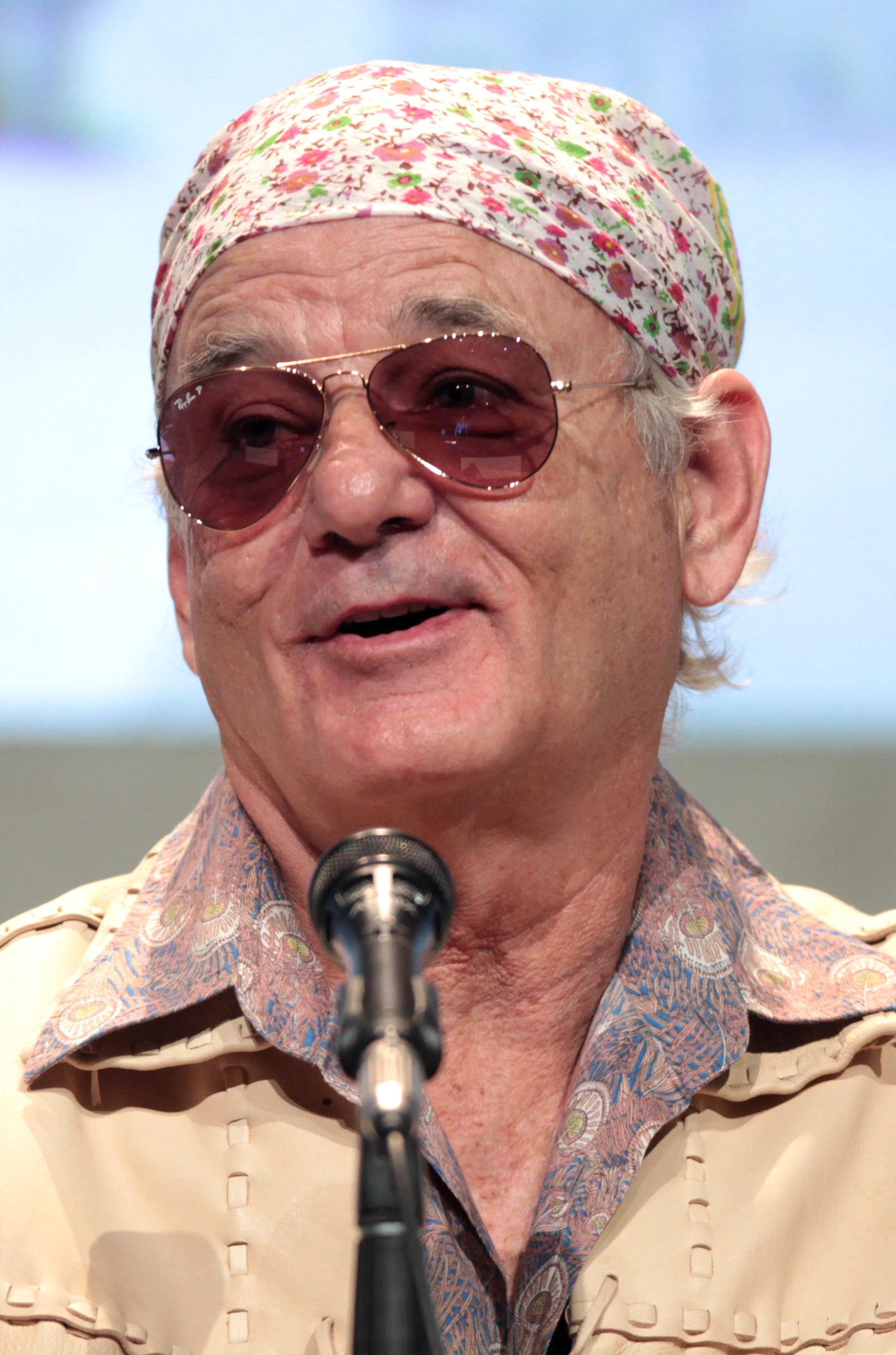
Bill Murray au Comic Con de San Diego en 2014.

Murray mène une vie très détachée de l'univers d'Hollywood et n'a pas d'agent. Il choisit ses rôles en consultant de façon irrégulière la boîte vocale d'un téléphone spécialement destiné à cet emploi. Cette façon peu orthodoxe de travailler l'a parfois privé de certains rôles pour lesquels il a exprimé plus tard de l'intérêt, comme ceux de Sulley dans Monstres et Cie, Eddie Valiant dans Qui veut la peau de Roger Rabbit, Bernard Berkman dans Les Berkman se séparent, Frank Ginsberg dans Little Miss Sunshine et Willy Wonka dans Charlie et la Chocolaterie.
En 2021, il annonce rejoindre l'univers de MCU en faisant une apparition dans Ant-Man and the Wasp: Quantumania

### Autres activités

#### Sports
Murray, passionné de golf, joue souvent dans des tournois de célébrités. Il expose tout son amour pour ce sport dans un livre écrit en 1999, Cinderella Story: My Life in Golf, à mi-chemin entre l'autobiographie et l'essai. Le nom de ce livre vient d'une réplique qu'il prononce dans un de ses premiers films, Le Golf en folie, classée à la 92e place dans le classement des répliques de films américains AFI's 100 Years... 100 Movie Quotes.
Bill Murray est aussi un avide partisan de baseball. Dans le cadre d'un tournage de capsules sur les vacances d'été pour Saturday Night Live en 1978, Murray contacte Van Schley afin de rejoindre les rangs de son équipe professionnelle, les Loggers de Grays Harbor (en) en ligue Northwest (niveau A (en)). En l'espace de cinq semaines, Murray participe à deux parties comme voltigeur de droite. Lors de ses deux apparitions au bâton, il frappe un simple et se fait retirer, récoltant une moyenne de présence sur les buts de 500,. L'année suivante, appelé en renfort par son ami Van Schley afin d'attirer des spectateurs, il fait une apparition cabotine lors d'un match des Mussels de Victoria (en) en tant qu'instructeur au premier but.
Murray est en outre impliqué comme propriétaire dans diverses équipes de baseball mineur ou indépendant avec Van Schley et Miles Wolff, entre autres : les Saints de Saint Paul, les Blue Sox d'Utica (en), le Miracle de Miami (en), les RiverDogs de Charleston (en) et les Cougars des Catskills (en),.

#### Politique
En 2000, il soutient la candidature à la présidence des États-Unis de Ralph Nader du parti vert.

#### Musique
En 2007 et 2010, il participe au Crossroads Guitar Festival organisé par Eric Clapton.
En 2007, le groupe virtuel Gorillaz sur l'album D-Sides lui dédie une chanson appelée Bill Murray. 
En 2012, le collectif Eclectic Method (en) lui dédie un mashup appelé lui aussi Bill Murray.

#### Chicago
Il soutient les équipes sportives de Chicago, notamment les Cubs, les Bears et les Bulls.
En 2008, Murray inaugure le 50e anniversaire du Chicago Air & Water Show, un meeting aérien de Chicago qui attire chaque année des millions de spectateurs. 

#### Restauration
Il possède avec ses frères deux restaurants de club-house, le Murray Bros. Caddy Shack, en Floride et en Illinois.

### Vie privée
Bill Murray épouse Margaret Kelly le 25 janvier 1981  à Las Vegas. Deux fils naissent de ce mariage : Homer (né en 1982) et Luke (né en 1985). Le couple divorce en 1996 en raison de la liaison entretenue par Murray depuis déjà quelques années avec Jennifer Butler avec qui il se remarie en 1997. Ils ont quatre fils : Caleb (né en 1993), Jackson (né en 1995), Cooper (né en 1997) et Lincoln (né en 2001). Jennifer Butler demande et obtient le divorce en 2008, accusant notamment Murray d'adultère et de violences conjugales.

### Accusations de mauvais comportements
En juillet 2021, l'actrice Lucy Liu fait part de son altercation avec Murray sur le tournage de Charlie's Angels en 2000.
En mai 2022, une plainte a été déposée à l'encontre de Murray « pour un comportement jugé inapproprié » sur le tournage du film d'Aziz Ansari, Being Mortal. La production du long-métrage mise en pause n'a toujours pas repris. En octobre 2022 de nombreux anciens partenaires, tant à la télévision sur Saturday Night Live que sur les plateaux de cinéma, révèlent le comportement fréquemment grossier et violent de Murray.

## Filmographie

### Cinéma

#### Films

##### Années 1970
- 1976 : Next Stop, Greenwich Village de Paul Mazursky : Nick Kessel
- 1977 : All You Need Is Cash d'Eric Idle : Murray the K (en)
- 1979 : Arrête de ramer, t'es sur le sable (Meatballs) d'Ivan Reitman : Tripper

##### Années 1980
- 1980 : Where the Buffalo Roam d'Art Linson : Hunter S. Thompson
- 1980 : Le Golf en folie (Caddyshack) de Harold Ramis : Carl Spackler
- 1980 : Loose Shoes d'Ira Miller : Lefty Schwartz
- 1981 : Les Bleus (Stripes) d'Ivan Reitman : John
- 1982 : Tootsie de Sydney Pollack : Jeff Slater
- 1984 : SOS Fantômes d'Ivan Reitman : Dr Peter Venkman
- 1984 : Nothing Lasts Forever (en) de Tom Schiller : Ted Breughel
- 1984 : Le Fil du rasoir (The Razor's Edge) de John Byrum (en) : Larry Darrell
- 1986 : La Petite Boutique des horreurs de Frank Oz : Arthur Denton (caméo)
- 1988 : Fantômes en fête de Richard Donner : Frank Cross
- 1989 : SOS Fantômes 2 d'Ivan Reitman : Dr Peter Venkman

##### Années 1990
- 1990 : Hold-up à New York (Quick Change) de Howard Franklin et Bill Murray : Grimm
- 1991 : Quoi de neuf, Bob ? de Frank Oz : Bob 'Bobby' Wiley
- 1993 : Un jour sans fin de Harold Ramis : Phil Connors
- 1993 : Mad Dog and Glory de John McNaughton : Frank Milo
- 1994 : Ed Wood de Tim Burton : Bunny Breckindrige
- 1996 : Space Jam de Joe Pytka : lui-même
- 1996 : Kingpin de Bobby et Peter Farrelly : Ernie McCracken
- 1996 : Un éléphant sur les bras (Larger Than Life) de Howard Franklin : Jack Corcoran
- 1997 : L'Homme qui en savait trop... peu (The Man Who Knew Too Little) de Jon Amiel : Wallace 'Wally' Ritchie
- 1998 : Au-delà de nos rêves
- 1998 : Sexcrimes (Wild Things) de John McNaughton : Ken Bowden
- 1998 : With Friends Like These... (en) de Philip Frank Messina : Maurice Melnik
- 1998 : Rushmore de Wes Anderson : Herman Blume
- 1999 : Broadway, 39e rue (Cradle Will Rock) de Tim Robbins : Tommy Crickshaw
- 1999 : Scout's Honor de Neil Leifer (court-métrage) : Jack Vardell

##### Années 2000
- 2000 : Hamlet de Michael Almereyda : Polonius
- 2000 : Charlie et ses drôles de dames de McG : Bosley
- 2001 : Speaking of Sex de John McNaughton : Ezri Stovall
- 2001 : Osmosis Jones de Bobby et Peter Farrelly : Frank Dettore
- 2001 : La Famille Tenenbaum (The Royal Tenenbaums) de Wes Anderson : Raleigh St. Clair
- 2003 : Lost in Translation de Sofia Coppola : Bob Harris
- 2003 : Coffee and Cigarettes de Jim Jarmusch (segment Delirium) : lui-même
- 2004 : La Vie aquatique (The Life Aquatic with Steve Zissou) de Wes Anderson : Steve Zissou
- 2005 : Broken Flowers de Jim Jarmusch : Don Johnston
- 2005 : Adieu Cuba (The Lost City) d'Andy García : l'écrivain
- 2007 : À bord du Darjeeling Limited (The Darjeeling Limited) de Wes Anderson : l'homme d'affaires
- 2008 : Max la Menace de Peter Segal : l'agent 13
- 2008 : La Cité de l'ombre (City of Ember) de Gil Kenan : le maire Cole
- 2009 : The Limits of Control de Jim Jarmusch : Américain
- 2009 : Bienvenue à Zombieland de Ruben Fleischer : lui-même

##### Années 2010
- 2010 : Le Grand Jour (Get Low) d'Aaron Schneider : Frank Quinn
- 2011 : Passion Play de Mitch Glazer (en) : Happy Shannon
- 2012 : Week-end royal (Hyde Park on Hudson) de Roger Michell : Franklin Delano Roosevelt
- 2012 : Moonrise Kingdom de Wes Anderson : Walt Bishop
- 2013 : Dans la tête de Charles Swan III (A Glimpse Inside the Mind of Charles Swan III) de Roman Coppola : Saul
- 2014 : The Grand Budapest Hotel de Wes Anderson : M. Ivan
- 2014 : Monuments Men (The Monuments Men) de George Clooney : Richard Campbell
- 2014 : St. Vincent de Theodore Melfi : Vincent MacKenna
- 2014 : Dumb and Dumber De (Dumb and Dumber To) de Peter et Bobby Farrelly : Ice Pick
- 2015 : Welcome Back (Aloha) de Cameron Crowe : Carson Welch
- 2015 : Rock the Kasbah de Barry Levinson : Richie Lanz
- 2015 : A Very Murray Christmas de Sofia Coppola : lui-même (également coscénariste et producteur délégué)
- 2016 : Le Livre de la jungle (The Jungle Book) de Jon Favreau : Baloo (voix)
- 2016 : SOS Fantômes (Ghostbusters) de Paul Feig : le professeur Martin Heiss
- 2019 : The Dead Don't Die de Jim Jarmusch : L'inspecteur Cliff Robertson
- 2019 : Retour à Zombieland (Zombieland: Double Tap) de Ruben Fleischer : lui-même

##### Années 2020
- 2020 : On the Rocks de Sofia Coppola : Felix
- 2021 : The French Dispatch de Wes Anderson : Arthur Howitzer Jr.
- 2021 : SOS Fantômes : L'Héritage (Ghostbusters: Afterlife) de Jason Reitman : Dr Peter Venkman
- 2022 : The Greatest Beer Run Ever de Peter Farrelly
- 2023 : Ant-Man et la Guêpe : Quantumania (Ant-Man and the Wasp: Quantumania) de Peyton Reed : Lord Krylar
- 2024 : SOS Fantômes : La Menace de glace (Ghostbusters: Frozen Empire) de Gil Kenan : Dr Peter Venkman
- 2024 : Riff Raff de Dito Montiel : Hannigan
- 2024 : The Friend de Scott McGehee et David Siegel : Walter
- 2025 : The Phoenician Scheme de Wes Anderson : Dieu

#### Films d'animation
- 1975 : La Honte de la jungle (Tarzoon, la honte de la jungle) de Picha et Boris Szulzinger : le reporter (doublage anglophone)
- 1980 : Le Chaînon manquant de Picha : le dragon (doublage anglophone)
- 1996 : Space Jam de Joe Pytka : lui-même
- 2004 : Garfield (Garfield The Movie) de Peter Hewitt : Garfield
- 2006 : Garfield 2 (Garfield: A Tail of Two Kitties) de Tim Hill : Garfield
- 2009 : Fantastic Mr. Fox de Wes Anderson : Badger
- 2018 : L'Île aux chiens (Isle of Dogs) de Wes Anderson : Boss

### Télévision
- 1977-1980 : Saturday Night Live de Lorne Michaels (émission)
- 1978 : All You Need Is Cash d'Eric Idle et Gary Weis (en)
- 1998 : Stories from My Childhood (pl) de S. T. Aksakov et Gary Stuart Kaplan (série)
- 2014 : Olive Kitteridge de Lisa Cholodenko : Jack Kennison
- 2016 : Angie Tribeca de Steve Carell et Nancy Carell : Vic Deakins
- 2016 : Vice Principals de Danny McBride et Jody Hill : Principal Welles

## Jeu vidéo
- 2009 : SOS Fantômes, le jeu vidéo (Ghostbusters: The Video Game) : Dr Peter Venkman

## Distinctions
Cette section récapitule les principales récompenses et nominations obtenues par Bill Murray. Pour une liste plus complète, se référer à l'Internet Movie Database.

### Récompenses
- Emmy Awards 1977 : meilleur scénario pour une série de variété, musicale ou comique
- Independent Spirit Awards 1999 : meilleur acteur dans un second rôle pour Rushmore
- Satellite Awards 1999 : meilleur acteur dans un second rôle dans une comédie pour Rushmore
- Golden Globes 2004 : Golden Globe du meilleur acteur dans un film musical ou une comédie pour Lost in Translation
- BAFTA Awards 2004 : meilleur acteur pour Lost in Translation
- Satellite Awards 2004 : meilleur acteur dans une comédie pour Lost in Translation
- Independent Spirit Awards 2004 : meilleur acteur pour Lost in Translation
- Prix Sant Jordi du cinéma 2005 : meilleur acteur étranger pour Lost in Translation
- Primetime Emmy Awards 2015 : meilleur acteur dans un second rôle pour Olive Kitteridge
- Prix Mark-Twain 2016

### Nominations
- Golden Globes 1985 : meilleur acteur dans un film musical ou une comédie pour SOS Fantômes
- Saturn Awards 1990 : meilleur acteur pour Fantômes en fête
- Saturn Awards 1994 : meilleur acteur pour Un jour sans fin
- Golden Globes 1999 : meilleur acteur dans un second rôle pour Rushmore
- Satellite Awards 2000 : meilleur acteur dans un second rôle dans une comédie pour Broadway, 39ème rue
- Oscars du cinéma 2004 : meilleur acteur pour Lost in Translation
- Screen Actors Guild Awards 2004 : meilleur acteur pour Lost in Translation
- Satellite Awards 2005 : meilleur acteur dans une comédie pour La Vie aquatique
- Satellite Awards 2006 :  meilleur acteur dans une comédie pour Broken Flowers
- Satellite Awards 2010 : meilleur acteur dans un second rôle pour Le Grand Jour
- Independent Spirit Awards 2011 : meilleur acteur dans un second rôle pour Le Grand Jour
- Golden Globes 2013 : meilleur acteur dans un film musical ou une comédie pour Week-end royal
- Golden Globes 2021 : Golden Globe du meilleur acteur dans un second rôle pour On the rocks[26]

## Voix francophones
En France, Bill Murray a été doublé par de nombreux comédiens. Le doublant pour la première fois dans Hamlet sorti en 2000, Bernard Métraux devient la voix française régulière de Bill Murray à partir du milieu des années 2000. Parmi les autres voix marquantes, Richard Darbois l'a doublé à sept reprises tandis que Bernard Murat l'a doublé dans la duologie SOS fantômes et La Petite Boutique des horreurs.
Il a également été doublé à trois reprises chacun par Patrick Floersheim,, dans Broadway, 39e rue, La Vie aquatique et Le Grand Jour, Patrick Poivey dans Les Bleus, Tootsie et La Vie en plus ainsi que par Patrick Guillemin  dans Quick Change, Quoi de neuf, Bob ? et L'Homme qui en savait trop... peu. Dominique Collignon-Maurin l'a doublé à deux reprises dans Fantômes en fête et Mad Dog and Glory.
À titre exceptionnel, Bill Murray a été doublé par Dominique Paturel dans Arrête de ramer, t'es sur le sable, Marc François dans Le Golf en folie, Bernard Alane dans Ed Wood, Joël Martineau dans Charlie et ses drôles de dames, Gabriel Le Doze dans La Famille Tenenbaum, Didier Flamand dans Week-end royal, Jean-Michel Vovk dans St. Vincent, Pierre Dourlens dans Welcome Back, Patrick Béthune dans Parks and Recreation et Stéphane Cornicard dans Riff Raff.
Au Québec, Marc Bellier est la voix québécoise régulière de l'acteur. Il a également été doublé par Carl Béchard dans Monnaie courante et Max la Menace, Guy Nadon dans À Miami faut le faire, Daniel Lesourd dans Le Roi de la quille, Hubert Gagnon dans Les Racoleuses
Versions françaises
- Bernard Métraux dans Lost in Translation, Coffee and Cigarettes, Broken Flowers, Bienvenue à Zombieland, Moonrise Kingdom, The Grand Budapest Hotel, Olive Kitteridge, SOS Fantômes (2016), On the Rocks, etc.
- Richard Darbois dans Un jour sans fin, Un éléphant sur les bras, Space Jam, Sexcrimes, Rushmore, Osmosis Jones, Max la Menace